# Luka Liengitz
Luka Liengitz (9. siječnja 1861. – Sarajevo, 30. ožujka 1890.) - austrijska redovnica koja je humanitarno djelovala u Bosni i Hercegovini, kandidatkinja za sveticu
Rodila se 1861. u Austriji. Nakon položenih redovničkih zavjeta u Beču, 22. kolovoza 1883., upućena je u Sarajevo. Imala je tada 22 godine i bila je u redovničkoj zajednici Kćeri Božje ljubavi. U Zavodu sv. Josipa na Banjskom Brijegu vršila je odgovornu službu. Bilo joj je teško, jer je znala samo njemački jezik. Pomagala je siromasima raznih vjera i narodnosti te školskoj djeci. Bila je vrlo pobožna, posebno je voljela pobožnost Srcu Isusovu. Odlučila se vratiti u Austriju, zbog iscrpljenosti i teškoća u poslu. Jednom se molila pred kipom Srca Isusova. Isus ju je tada bodrio te obećao, da će je uskoro učiniti sretnom. Zbog toga je odlučila ostati u Sarajevu. U siječnju 1890. razboljela se od tuberkuloze. Liječila se, ali liječnici joj nisu mogli pomoći. Umrla je na glasu svetosti u 29. godini života, 30. ožujka 1890. na blagdan Cvjetnice. Njen grob u Sarajevu, na sjevernoj periferiji zvanoj Betanija, posjećuju katolici, pravoslavci i muslimani, nazivajući je spontano "sveta Luka". Kip Srca Isusova pred kojim je s. Luka doživjela posebnu milost, premješten je u crkvu Kraljice sv. krunice u Sarajevu.